# تكنيشيوم (99متك) نوفيتوموماب مربنتان
تكنيشيوم (99متك) نوفيتوموماب مربنتان هو جسم مضاد وحيد النسيلة فأري يستخدم للكشف عن سرطانات الرئة والجهاز الهضمي والمثانة والثدي والمبيض والمعثكلة والكلية والرحم.
الجسم المضاد (نوفيتوموماب) يتصل بمادة التمخلب مربنتان التي تربطه بالنظير المشع تكنيشيوم (99متك).